# Dot Island
Dot Island (von englisch dot ‚Punkt, Pünktchen, Tüpfelchen‘) ist eine sehr kleine Insel in der Bay of Isles an der Nordküste Südgeorgiens. Sie liegt 1 km westlich von Tern Island im südlichen Teil der Bucht.
Der US-amerikanische Ornithologe Robert Cushman Murphy kartierte sie bei seiner Reise mit der Brigg Daisy (1912–1913). Wissenschaftler der britischen Discovery Investigations nahmen zwischen 1929 und 1930 eine geodätische Vermessung der Insel vor und benannten sie deskriptiv nach ihrer Größe.